# Canal+ Liga Multi
Canal+ Liga Multi fue un canal de televisión español de pago, propiedad de Telefónica, dedicado exclusivamente al fútbol. 
El canal cumplía una función auxiliar del principal Canal+ Liga, para evitar solapamientos entre partidos de la Primera División de España y estaba orientado a retransmitir los partidos en horario coincidente o de varios partidos en formato "carrusel" de las dos últimas jornadas de liga.